# Elezioni parlamentari in Etiopia del 2010
Le elezioni parlamentari in Etiopia del 2010 si tennero il 23 maggio per il rinnovo della Camera dei rappresentanti dei popoli.

## Risultati
| Liste | Seggi |
| --- | ----- |
| Fronte Democratico Rivoluzionario del Popolo Etiope - Fronte Popolare di Liberazione del Tigrè - Movimento Democratico Nazionale Amhara - Organizzazione Democratica del Popolo Oromo - Movimento Democratico dei Popoli del Sud Etiopia | 499   |
| Partito Democratico del Popolo Somalo | 24    |
| Fronte di Unità Democratica del Popolo del Benisciangul Gumus | 9     |
| Partito Democratico Nazionale Afar | 8     |
| Movimento Democratico del Popolo di Gambella | 3     |
| Organizzazione Democratica Nazionale Argobba | 1     |
| Lega Nazionale Hareri | 1     |
| Forum di Unità Democrarica Federale Etiope | 1     |
| Altri | 1     |
| Totale | 547   |